# Poza czasem (serial telewizyjny)
Poza czasem (ang. Timeless) – amerykański serial telewizyjny z gatunku thriller wyprodukowany przez Davis Entertainment, Kripke Enterprises, MiddKid Productions, Universal Television oraz Sony Pictures Television, którego pomysłodawcami są Eric Kripke oraz Shawn Ryan. Serial był emitowany od 3 października 2016 roku do 13 maja 2018 roku przez NBC.
W Polsce serial jest emitowany od 28 maja 2018 roku przez AXN White.
22 czerwca 2018 roku, stacja NBC ogłosiła zakończenie produkcji serialu po dwóch sezonach. W czerwcu stacja zamówiła 2-godzinny finał, który miał premierę 20 grudnia 2018 roku. 

## Fabuła
Serial skupia się na Garcii Flynnie, przestępcy, który kradnie wehikuł czasu, aby doprowadzić do upadku USA poprzez zmianę przeszłości. Poszukuje go grupa ludzi, która podróżuje prototypem maszyny, aby zapobiec katastrofie.

## Obsada

### Główna
- Goran Višnjić jako Garcia Flynn[5]
- Abigail Spencer jako Lucy Preston[6]
- Matt Lanter jako Wyatt Logan[7]
- Malcolm Barrett jako Rufus[8]
- Sakina Jaffrey jako agent Denise Christopher[9]
- Paterson Joseph jako Mason Lark[8]
- Claudia Doumit jako Jiya[10]

## Odcinki
| Sezon | Sezon | Odcinki | Oryginalna emisja   | Oryginalna emisja | Oryginalna emisja | Oryginalna emisja | Oryginalna emisja |
| Sezon | Sezon | Odcinki | Premiera sezonu     | Finał sezonu      | Premiera sezonu   | Finał sezonu      |                   |
| ----- | ----- | ------- | ------------------- | ----------------- | ----------------- | ----------------- | ----------------- |
|       | 1     | 16      | 3 października 2016 | 20 lutego 2017    | 28 maja 2018      | 30 lipca 2018     |                   |
|       | 2     | 10      | 11 marca 2018       | 13 maja 2018      | 26 maja 2019      | 23 czerwca 2019   |                   |
|       | Finał | 2       | 20 grudnia 2018     | 20 grudnia 2018   |                   |                   |                   |

### Sezon 1 (2016-2017)
| Nr | #  | Tytuł                                | Reżyseria         | Scenariusz                      | Premiera (NBC)       | Premiera (AXN White) |
| -- | -- | ------------------------------------ | ----------------- | ------------------------------- | -------------------- | -------------------- |
| 1  | 1  | Pilot                                | Neil Marshall     | Eric Kripke, Shawn Ryan         | 3 października 2016  | 28 maja 2018         |
| 2  | 2  | The Assassination of Abraham Lincoln | Neil Marshall     | Tom Smuts                       | 10 października 2016 | 4 czerwca 2018       |
| 3  | 3  | Atomic City                          | Charles Beeson    | Lana Cho                        | 17 października 2016 | 11 czerwca 2018      |
| 4  | 4  | Party at Castle Varlar               | Billy Gierhart    | Jim Barnes                      | 24 października 2016 | 18 czerwca 2018      |
| 5  | 5  | The Alamo                            | John Terlesky     | Anne Cofell Saunders            | 31 października 2016 | 25 czerwca 2018      |
| 6  | 6  | The Watergate Tape                   | Greg Beeman       | Kent Rotherham                  | 14 listopada 2016    | 25 czerwca 2018      |
| 7  | 7  | Stranded                             | Holly Dale        | Arika Lisanne Mittman           | 21 listopada 2016    | 2 lipca 2018         |
| 8  | 8  | Space Race                           | John Terlesky     | Anslem Richardson               | 28 listopada 2016    | 2 lipca 2018         |
| 9  | 9  | Last Ride of Bonnie & Clyde          | John Terlesky     | Anslem Richardson               | 5 grudnia 2016       | 9 lipca 2018         |
| 10 | 10 | The Capture of Benedict Arnold       | John F. Showalter | Tom Smuts                       | 12 grudnia 2016      | 9 lipca 2018         |
| 11 | 11 | The World's Columbian Exposition     | Craig Zisk        | Lana Cho                        | 16 stycznia 2017     | 16 lipca 2018        |
| 12 | 12 | The Murder of Jesse James            | John F. Showalter | Jim Barnes                      | 23 stycznia 2017     | 16 lipca 2018        |
| 13 | 13 | Karma Chameleon                      | Greg Beeman       | Anne Cofell Saunders            | 30 stycznia 2017     | 23 lipca 2018        |
| 14 | 14 | The Lost Generation                  | Craig Zisk        | Kent Rotherham, David Hoffman   | 6 lutego 2017        | 23 lipca 2018        |
| 15 | 15 | Public Enemy No. 1                   | Guy Ferland       | Matt Whitney, Anslem Richardson | 13 lutego 2017       | 30 lipca 2018        |
| 16 | 16 | The Red Scare                        | Matt Earl Beesley | Arika Lisanne Mittman           | 20 lutego 2017       | 30 lipca 2018        |

### Sezon 2 (2018)
| Nr | #  | Tytuł                       | Reżyseria           | Scenariusz                          | Premiera (NBC)   | Premiera (AXN)  |
| -- | -- | --------------------------- | ------------------- | ----------------------------------- | ---------------- | --------------- |
| 17 | 1  | The War to End All Wars     | Greg Beeman         | Tom Smuts                           | 11 marca 2018    | 26 maja 2019    |
| 18 | 2  | The Darlington 500          | Olatunde Osunsanmi  | Jim Barnes                          | 18 marca 2018    | 26 maja 2019    |
| 19 | 3  | Hollywoodland               | John Showalter      | Matt Whitney                        | 25 marca 2018    | 2 czerwca 2019  |
| 20 | 4  | The Salem Witch Hunt        | Guy Ferland         | Kent Rotherham                      | 8 kwietnia 2018  | 2 czerwca 2019  |
| 21 | 5  | The Kennedy Curse           | Holly Dale          | Lana Cho                            | 15 kwietnia 2018 | 9 czerwca 2019  |
| 22 | 6  | The King of the Delta Blues | Greg Beeman         | Anslem Richardson                   | 22 kwietnia 2018 | 9 czerwca 2019  |
| 23 | 7  | Mrs. Sherlock Holmes        | Douglas Aarniokoski | David C. Hoffman                    | 29 kwietnia 2018 | 16 czerwca 2019 |
| 24 | 8  | The Day Reagan Was Shot     | Alex Kalymnios      | Arika Lisanne Mittman, Lauren Greer | 6 maja 2018      | 16 czerwca 2019 |
| 25 | 9  | The General                 | John F. Showalter   | Matt Whitney                        | 13 maja 2018     | 23 czerwca 2019 |
| 26 | 10 | Chinatown                   | Greg Beeman         | Tom Smuts, Nancy Baird              | 13 maja 2018     | 23 czerwca 2019 |

## Produkcja
W lutym 2016 roku ogłoszono obsadzenie roli Lucy Preston, którą zagra Abigail Spencer. W tym samym miesiącu do serialu dołączył Matt Lanter. W marcu 2016 roku ogłoszono, że do obsady dołączyli Malcolm Barrett i Paterson Joseph, a także Claudia Doumit. W kwietniu 2016 roku pojawiła się informacja, że główną rolę otrzymał Goran Višnjić. W maju 2016 roku do obsady dołączyła Sakina Jaffrey.
14 maja 2016 roku stacja NBC ogłosiła zamówienie pierwszego sezonu serialu, którego premiera została zaplanowana na sezon telewizyjny 2016/2017. 1 listopada 2016 roku stacja NBC zamówiła pełny pierwszy sezon.
11 maja 2017 roku stacja NBC ogłosiła anulowanie serialu po jednym sezonie. Trzy dni później szefowie stacji postanowili jednak zamówić drugi sezon, który miał premierę 11 marca 2018 roku.